# Leistungsklasse (Forstwirtschaft)
Als Leistungsklasse wird in der Forstwirtschaft ein absoluter Bonitätsmaßstab bezeichnet. Darin werden Standorte bezüglich ihrer Ertragsfähigkeit für bestimmte Baumarten eingestuft.
Die Leistungsklasse N gibt den maximalen durchschnittlichen Gesamtzuwachs (dGZmax) einer Baumart in der Maßeinheit m³/ha zum Zeitpunkt der Kulmination des dGZ an. Die Leistungsklasse wird in der Forsteinrichtung mit Hilfe einer Ertragstafel und den Eingangsgrößen Bestandeshöhe und -alter bestimmt.